# Alessandra Teodosescu
Alessandra Teodosescu (* 29. Oktober 2006) ist eine italienische Tennisspielerin.

## Karriere
Teodosescu spielt vorrangig vor allem auf Turnieren der ITF Women’s World Tennis Tour, wo sie bislang einen Titel im Doppel gewann.

## Turniersiege

### Doppel
| Nr. | Datum          | Turnier                  | Kategorie | Belag | Partnerin       | Finalgegnerinnen           | Ergebnis |
| --- | -------------- | ------------------------ | --------- | ----- | --------------- | -------------------------- | -------- |
| 1.  | 29. April 2023 | Santa Margherita di Pula | ITF W25   | Sand  | Federica Urgesi | Marie Benoît Dea Herdželaš | 6:4, 6:3 |